# Stylogomphus ryukyuanus
Stylogomphus ryukyuanus – gatunek ważki z rodziny gadziogłówkowatych (Gomphidae). Występuje na wyspach należącego do Japonii archipelagu Riukiu, w tym na Okinawie.